# 甘烈明
甘烈明（英語：Michael Kum Soh Har；1945年—），是一位新加坡商界巨头和投资家。他是航运组织Miclyn Holdings和房地产公司Grandline International的创始人。

## 早年生活
甘烈明于1945年出生于新加坡。甘烈明的父母都是小贩。 他于1966年毕业于倫敦商會，获得高等商业法律和高级成本会计证书。

## 职业生涯
甘烈明现任M&L酒店服务集团（英語：M&L Hospitality）执行董事长兼M&L管理委员会非执行主席。他负责M&L集团的整体方向，包括制定M&L酒店的企业和商业策略及规划。甘烈明于1966年从伦敦商会获得高等商业法律和高级成本会计证书。1969年，他开始职业生涯，担任Marine Charters (Singapore) Pte Ltd的财务及行政经理。1972年，他被任命为Marine Charters (S) Pte Ltd的董事会成员，并持续任职至1975年，随后辞职创办Marine Equipment Pte Ltd，这是一家离岸支援船只拥有公司。
1976年，甘烈明共同创立Offshore Equipment Pte Ltd，为中东及东南亚的油气勘探、开发及生产行业租赁离岸支援船和驳船。甘烈明负责Offshore Equipment Pte Ltd的发展与扩张。到1994年，在甘烈明的领导下，Miclyn Holdings Pte Ltd（Offshore Equipment Pte Ltd的控股公司）拥有10艘离岸支援船和驳船。Miclyn Holdings Pte Ltd随着时间扩展业务，于2004年整合并更名为Miclyn Offshore Pte Ltd（简称“Miclyn Offshore”）。
2005年，甘烈明主导战略性收购印度尼西亚巴淡的一家船厂，2006年推动Miclyn Offshore扩展至印度。2007年至2009年间，他担任Miclyn Express Offshore (“MEO”)的执行董事，该实体是Miclyn Offshore及其集团公司多数股权出售给麦格理集团后成立，并在澳交所（ASX）上市。2009年，甘烈明成立Grandline International Limited作为投资控股公司，专注于房地产及酒店投资。M&L酒店服务集团完全由Grandline International Limited持有。
甘烈明在推动Grandline International Limited及其关联实体在房地产及酒店领域的增长和发展中发挥了重要作用。自2009年以来，在他的领导下，M&L集团已成为拥有12家物业的大型酒店集团，遍布澳大利亚、日本、伦敦、新西兰和新加坡。

## 个人生活
甘烈明已婚，妻子名为Lynda。他们居住在新加坡，育有三名子女。长女为甘婉诗（Jocelyn Kum Wan Sze）。